# Engraulidae
Los engráulidos (Engraulidae) son una familia que incluye varios géneros de peces clupeiformes, denominados comúnmente boquerones, anchoas (también anchova), anchovetas o bocarte, distribuidos en las aguas costeras de los océanos Atlántico, Pacífico e Índico, así como en el mar Mediterráneo y en grandes lagos de agua tanto dulce como salada en aguas templadas y cálidas. La primera vez que se preparó este tipo de alimento en salazón fue en Fenicia, siendo después legado a los griegos, quienes expandieron el hábito de consumir este alimento por toda Europa.
En Cantabria es conocido como bocarte, cambiado su nombre a anchoa cuando se elabora en salazón y boquerón cuando se elabora en vinagre.
Los peces de la familia Engraulidae son pequeños, generalmente en torno a los 15 cm de largo; su color varía desde el azul oscuro hasta el gris claro, pero presentan generalmente una banda plateada en el flanco. Tienen aspecto fusiforme, cubierto de escamas grandes cicloides que se desprenden con facilidad. La cabeza es grande, los ojos cubiertos por una fina película, el hocico puntiagudo y la boca muy amplia.
Forman densos cardúmenes que ascienden a la superficie durante la noche desde profundidades medias, para alimentarse de plancton; las especies más grandes suplementan su dieta con otros peces.

## Consumo

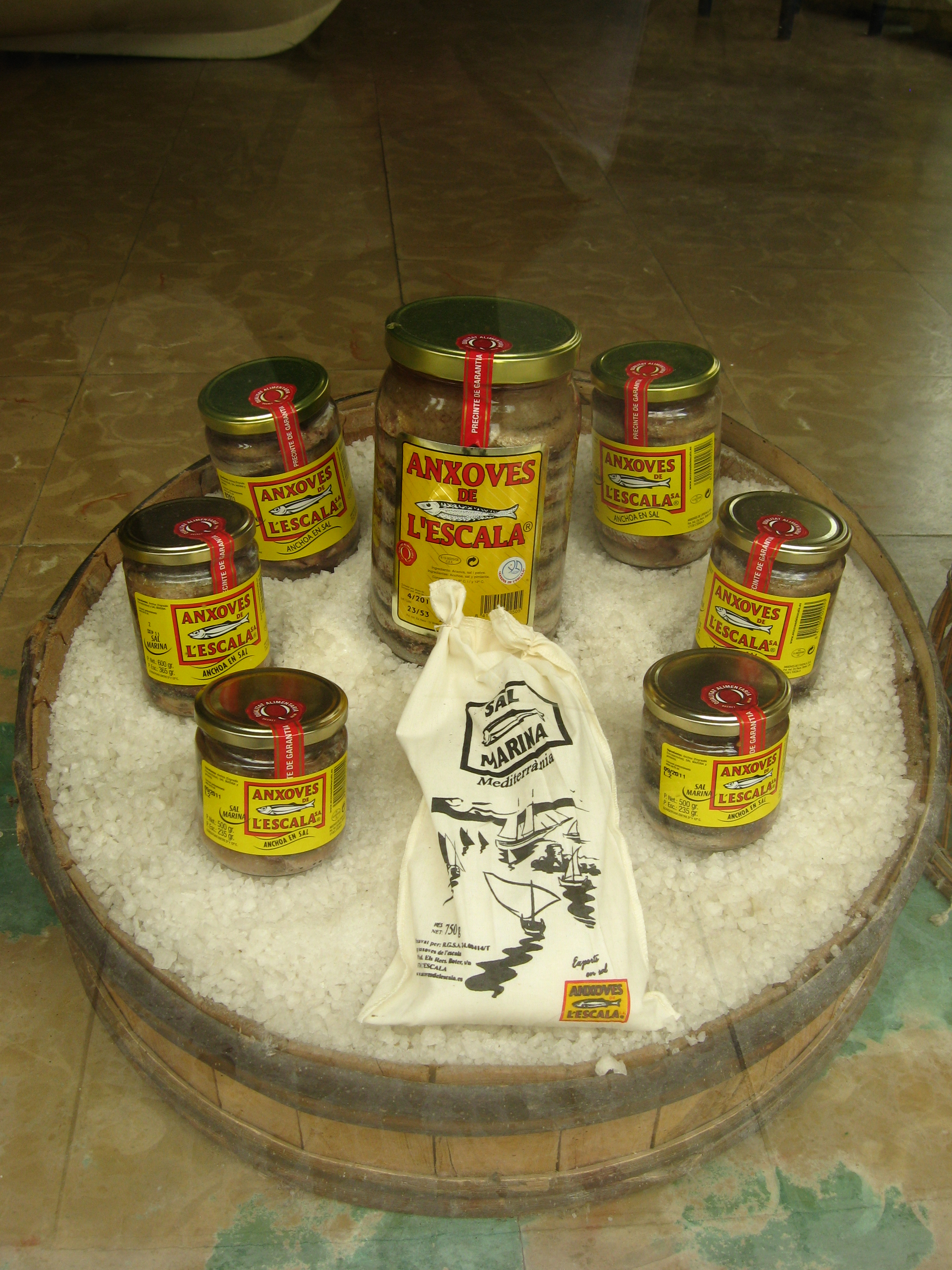
Anchoas de La Escala

Los boquerones de varias especies, en particular Engraulis encrasicolus y Engraulis mordax, se pescan para consumo humano. Es corriente la preparación en conserva, en que el pescado se limpia, sala y presenta en aceite; esta presentación forman parte de numerosos platos, entre ellos la ensalada César, varias salsas de pescado —la nước mắm vietnamita, la nam pla (น้ำปลา) tailandesa, la yúlù (魚露) china, y las shottsuru, ishiru e ikanago-jōyu japonesas, además de la salsa Worcestershire occidental—, como ingrediente de pizzas. En la cocina mediterránea se emplean también en vinagre.
Las engráulidas suelen ser la materia prima de la harina de pescado, principal industria pesquera de exportación tanto de Perú como de Chile, países que producen el 70 % del total mundial. En los países del Sureste Asiático, las anchoas secadas son conocidas como «ikan bilis», «setipinna taty», o en Indonesia «ikan teri», siendo «ikan» la palabra malaya para pescado, o «dilis» en Filipinas.

## Propiedades nutritivas
El boquerón es un pescado azul con características nutricionales que se reflejan en la calidad de su grasa, rica en ácidos grasos omega 3 reconocidos por sus cualidades cardiosaludables.
El aporte de este tipo de grasas permite emplear los pescados azules como alimentos terapéuticos en caso de dislipidemias y trastornos cardíacos y vasculares, debido a su capacidad para reducir el colesterol y los triglicéridos. Igual que el resto de pescados azules, son alimentos excelentes, ricos en proteínas de alto valor biológico (18 g), en vitaminas (A, D, E, B1, B2, B3, B12) y minerales (fósforo, potasio, magnesio, hierro y yodo), y con un modesto aporte energético de 190 Kcal, que varía de forma notable según la técnica de cocinado.
Las calorías aumentan en mayor medida si se consumen rebozados y fritos (una práctica común con los boquerones), enlatados en aceite o con salsas grasas como la mayonesa. El horno, el vapor, la plancha y la parrilla son métodos que conservan muy bien el sabor natural y apenas alteran el valor energético.
El consumo semanal de pescado azul fresco, dadas sus bondades nutricionales, es recomendable para cualquier persona, pero sobre todo, para quienes tienen problemas cardiovasculares y/o cerebrovasculares de distinta índole, colesterol alto por encima de 200 mg/dl, los triglicéridos altos o hipertensión arterial. La única contraindicación dietética alude a los casos de hiperuricemia, puesto que los pescados azules contienen purinas que elevan los niveles de ácido úrico en el organismo.

## Distribución geográfica
Si bien las especies de la familia Engraulidae son abundantes y están ampliamente distribuidas, en la zona mediterránea y la costa europea del océano Atlántico la pesca excesiva ha llevado a una sensible disminución de la población en los últimos veinte años. [cita requerida] El alarmante descenso de capturas en Europa en la campaña de 2005 obligó a la Unión Europea a decretar un paro biológico en el mar Cantábrico. [cita requerida]
Varias especies de engráulidas, en especial Engraulis ringens, habitan la franja de aguas frías de la corriente peruana. 
Sus límites geográficos abarcan el litoral peruano y chileno entre los 03°30' y 37°00 'S; en esta área se distinguen dos stocks: el stock norte-centro del Perú entre los 03°30' y 16°S, donde se registran las mayores concentraciones, y el stock sur Perú-norte Chile entre los 16° y 24°S. Ya que estos peces se desplazan de norte a sur en su proceso de crecimiento, en el norte peruano se veda regularmente su captura, lo que no sucede en la zona sur.[cita requerida]

## Pesca en Europa
La especie capturada en Europa mide entre 12 y 14 cm y se reproduce de mayo a septiembre, con entre 9.000 y 30.000 huevos, en nidadas divididas. Su ciclo de vida es corto, madurando al cabo de un año. La población varía en función de la presión pesquera, pero también de los fenómenos climáticos, en particular el tipo de invierno.
En Europa, España y Francia concentran la mayor parte de las capturas, especialmente en el Golfo de Vizcaya, con flotas procedentes de los puertos de La Turballe en Loira Atlántico, Les Sables-d'Olonne y Saint-Gilles-Croix-de-Vie en Vendée. Las fuentes mediterráneas, en declive entre 1987 y 1989, fluctuaron considerablemente entre 1990 y 2005, con tonelajes que oscilaron entre 11.000 y 29.000 t/año, alcanzando un máximo de 33.000 t en 2004. Estas fluctuaciones parecen estar relacionadas, en particular, con los patrones invernales y las corrientes del mar Adriático.
En el mar Mediterráneo, Italia representa casi el 90 % de las capturas europeas de anchoa, por delante de Croacia y Eslovenia
La pesca intensiva y la posterior sobrepesca, sumadas a los riesgos naturales para la reproducción de la anchoa, provocaron una grave crisis en la UE en la década de 2000. La población de anchoa del Golfo de Vizcaya estuvo al borde de la extinción, lo que provocó el cierre de la pesquería entre 2005 y 2010.
España posee el 90 % de los derechos de pesca en esta zona. España pidió que se mantuviera la veda, considerando que el estado de la población sigue siendo preocupante. Los españoles consumen más de 10 000 toneladas de anchoa al año, los italianos 8 000 toneladas y los franceses entre 5 000 y 6 000 toneladas.

## Industria de conserva

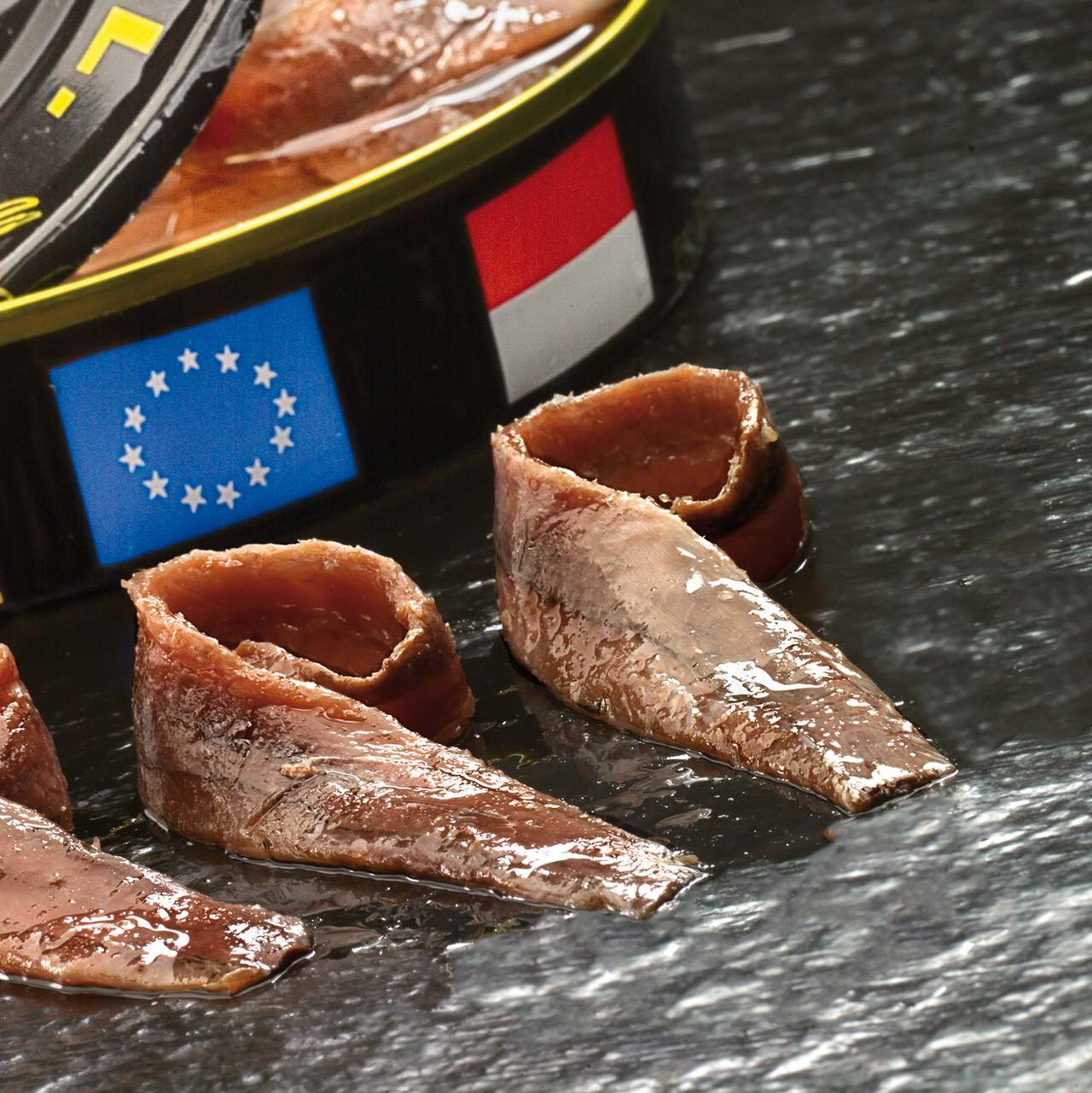
Anchoas de Santoña (Cantabria) en aceite de oliva

En España la región conservera de la anchoa por excelencia es Cantabria, y más concretamente Santoña, lo que no impide que tanto Asturias y Galicia como el País Vasco también elaboren esta semiconserva. Su inicio surge a finales del siglo XIX de la mano de artesanos venidos de Italia a la búsqueda de este pez que escaseaba en sus aguas. Posteriormente, este proceso se intensificó con la llegada de más italianos tras la II Guerra Mundial.

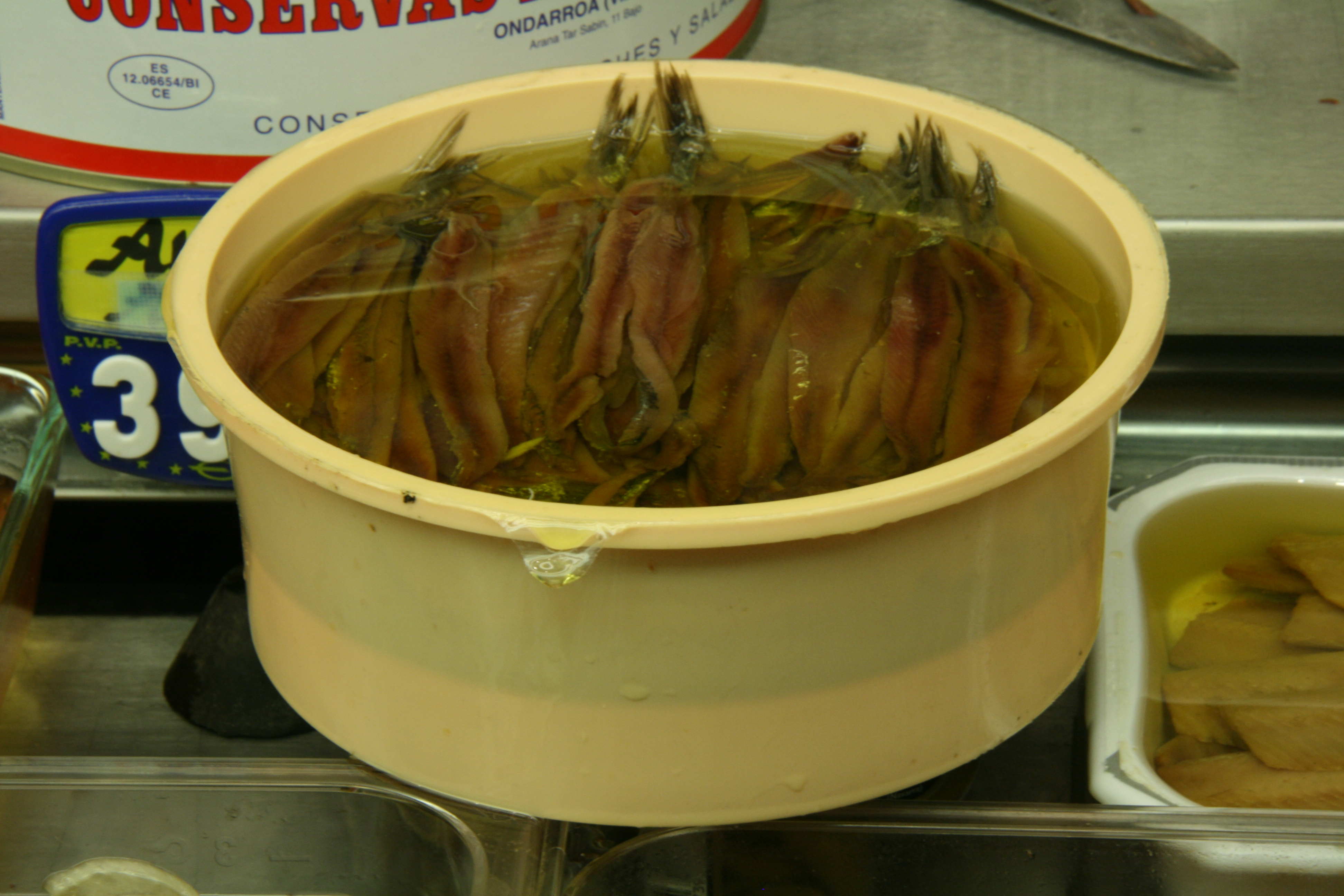
Presentación típica de anchoas en salazón.

Fueron ellos los que enseñaron a los lugareños las técnicas de salazón y conserva del boquerón, lo que ha hecho que hoy en día poblaciones como Santoña tengan la mayor concentración de industrias de semiconserva del país, también se tiene constancia de emigración italiana en Santoña, Castro-Urdiales, Laredo, Ondarroa, Guetaria y Zarauz.
La elaboración de las anchoas para su posterior conservación en lata es una delicada y esmerada labor artesanal. Una vez recibido el boquerón en la conservera, comienza el largo proceso de elaboración que se inicia con el salado y posterior prensado de este bocado. Una vez efectuado el prensado es preciso dejar reposar las anchoas cuatro o cinco meses a una temperatura que oscila entre los 18 y 25 °C , hasta que toman el color rojizo y el aroma apropiados.
Pasado este tiempo, se cortan los boquerones y se procede a la fase de secado, que se consigue mediante un centrifugado que extrae el máximo salitre para que su espacio lo ocupe la mayor cantidad de aceite posible. El siguiente paso es el empaque, que consiste en abrir las anchoas y retirar a mano la espina central, convirtiendo cada una de ellas en dos filetes. Tras recortar flecos y acometer una última limpieza, las anchoas se envasan y quedan listas para su posterior aceitado, cierre, estuchado y retractilado. 
Las anchoas son una semi-conserva que, a diferencia de otras conservas, no son sometidas al proceso de esterilización porque el calor las estropearía. Es por tanto necesario almacenar las latas en lugares frescos o en la nevera, entre 5 y 15 °C y consumirlas en un periodo no superior a los 8 meses desde su fecha de fabricación y no considerarlas como un alimento en lata cualquiera. En algunos platos de la cocina de España como en el caso de la gastronomía de Gerona se elabora una salsa, la anchoada.

## Como alimento

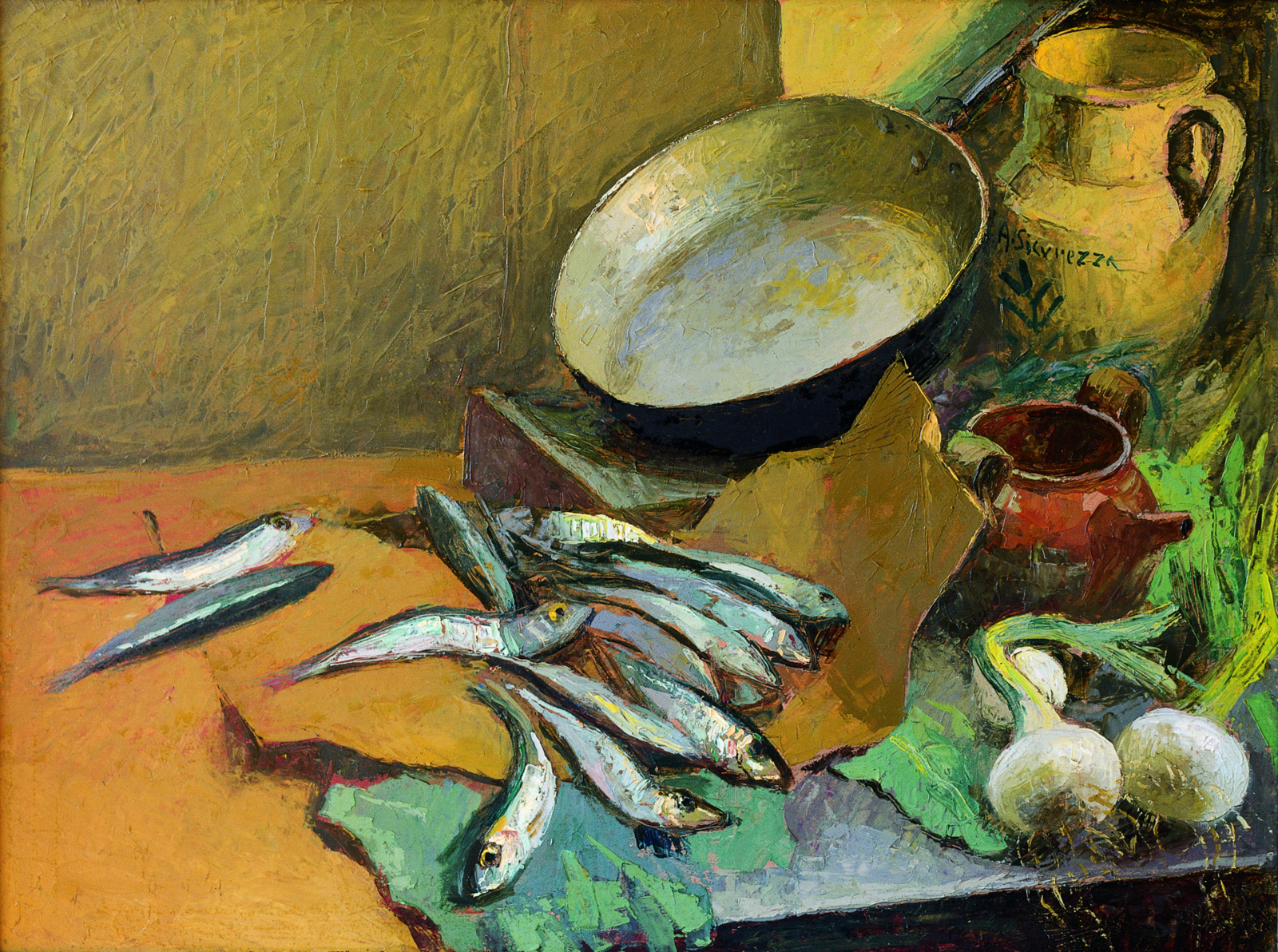
Bodegón con anchoas, 1972, Antonio Sicurezza.

Un método tradicional de procesamiento y conservación de las anchoas consiste en eviscerarlas y salarlas en salmuera, dejar que se curen y, a continuación, envasarlas en aceite o sal. El resultado es un sabor fuerte característico y la carne adquiere un color gris oscuro. En vinagre, como los boquerones españoles, los boquerones son más suaves y su carne conserva el color blanco. En la Romana, las anchoas eran la base de la salsa de pescado fermentada garum'. Garum tenía una vida útil suficientemente larga para el comercio a larga distancia, y se producía en cantidades industriales. Las anchoas también se comían crudas como afrodisíaco.
Hoy en día, se utilizan en pequeñas cantidades para condimentar muchos platos. Debido a su fuerte sabor, también son ingrediente de varias salsas y condimentos, como la salsa Worcestershire, el aliño de la ensalada César, el remoulade, el Gentleman's Relish, muchas salsas de pescado y en algunas versiones de la mantequilla Café de París. Para uso doméstico, los filetes de anchoa se envasan en aceite o sal en pequeñas latas o tarros, a veces enrollados alrededor de alcaparrass. También existe pasta de anchoa. Los pescadores también utilizan las anchoas como cebo para peces más grandes, como el atún y la lubina.
El fuerte sabor que la gente asocia a las anchoas se debe al proceso de curado. Las anchoas frescas, conocidas en Italia como alici, tienen un sabor mucho más suave. Las anchoas de Barcola (en el dialecto local: sardoni barcolani) son especialmente populares. Estos pescados de carne blanca, que sólo se encuentran en Sirocco, en el Golfo de Trieste, alcanzan los precios más altos.
En Suecia y Finlandia, el nombre "anchoas" está muy relacionado con un condimento tradicional, de ahí que el producto "anchoas" se elabore normalmente con esprín (Sprattus sprattus) y el arenque puede venderse como "especiado con anchoas". En cambio, los peces de la familia Engraulidae se conocen como sardell en Suecia y sardelli en Finlandia, lo que da lugar a confusiones a la hora de traducir recetas.
En países del sudeste asiático como Indonesia, Singapur, Malasia y Filipinas, se fríen y se comen como aperitivo o guarnición. Se conocen como ikan bilis en malayo, ikan teri en indonesio y dilis en filipino.

## Clasificación taxonómica: lista de subfamilias y géneros
Según el sistema ITIS:
- Subfamilia Coilinae
- Subfamilia Engraulinae
- Género Pseudosetipinna Peng & Zhao, 1988

Según el World Register of Marine Species WRMS:
- género Amazonsprattus
- género Anchoa Jordan & Evermann, 1927
- género Anchovia
- género Anchoviella Fowler, 1911
- género Cetengraulis
- género Chaetomus McClelland, 1844
- género Coilia Gray, 1830-32
- género Coilia
- género Colia
- género Democoilia
- género Encrasicholina Fowler, 1938
- género Encrasicolina
- género Encrasicolus
- género Engrantis
- género Engraulis Cuvier, 1816
- género Engraulus
- género Jurengraulis
- género Leptonurus
- género Lucengraulis
- género Lycengraulis
- género Lycothrissa
- género Papuengraulis
- género Pseudosetipinna
- género Pterengraulis
- género Setipinna
- género Stolephorus Lacepède, 1803
- género Thryssa Cuvier, 1829
- género Thryssina
- género Encrasicholus Commerson en Lacepède, 1803
- género Thrissa Cuvier, 1816

## Evolución

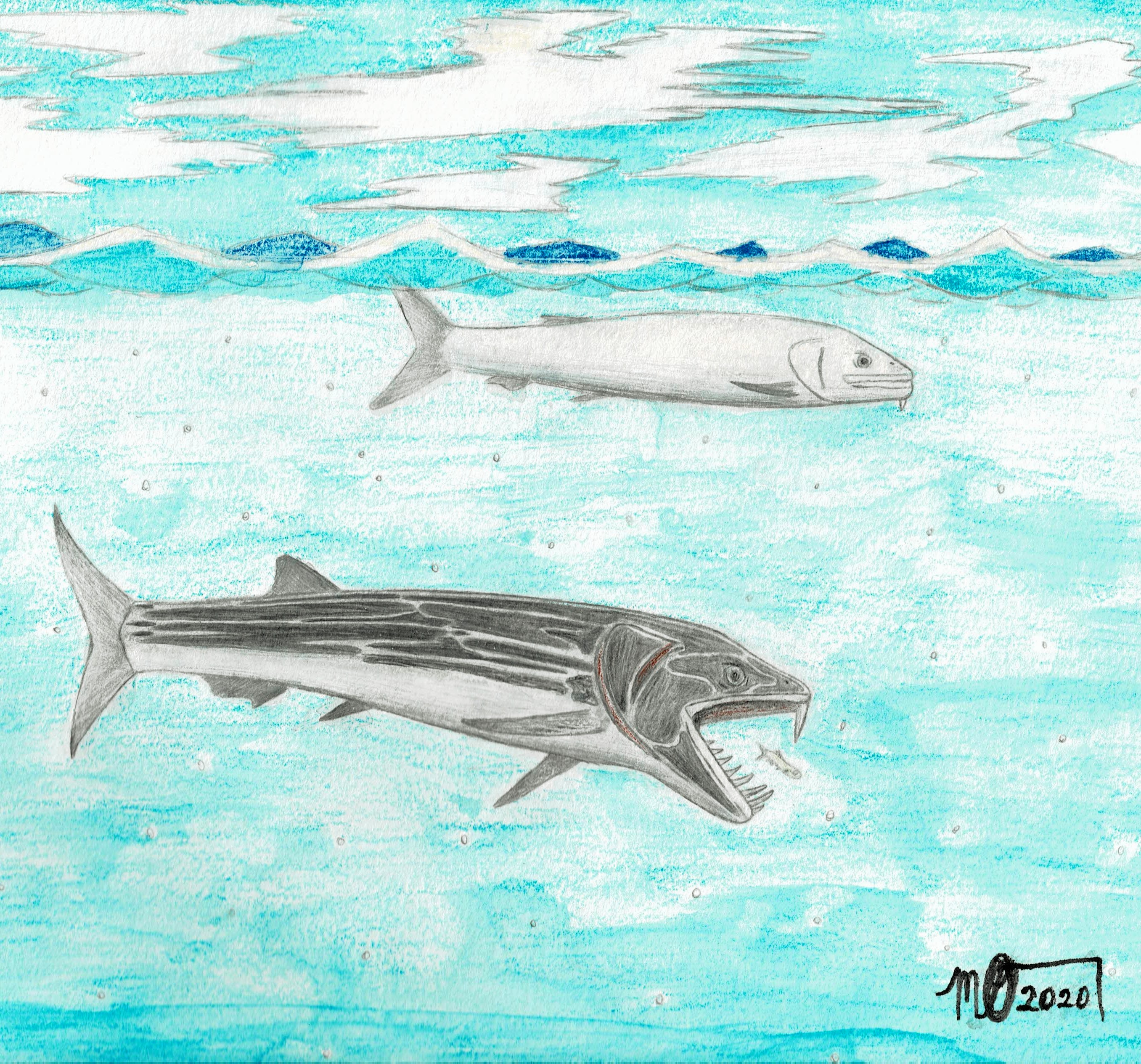
Ilustración de la restauración del extinto "anchoveta dientes de sable" Monosmilus.

Los primeros registros fósiles conocidos de parientes de la anchoa corresponden a grandes anchoas de tallo depredadoras (Clupeopsis y Monosmilus) del Eoceno temprano y medio del océano Tetis, en Bélgica y Pakistán. Los grandes colmillos de estos primeros parientes de la anchoa han dado lugar al apodo de "anchoas dientes de sable" (que no debe confundirse con el género actual Lycengraulis). El registro más antiguo de una verdadera anchoa es del Eoengraulis, de tallo engraulino, del Eoceno temprano de Monte Bolca, Italia.
A pesar de su abundancia en la actualidad y su tendencia a formar grandes bancos, las anchoas son relativamente raras en el registro fósil. Se cree que muchas especies que antes se consideraban anchoas fósiles no son anchoas o que son demasiado fragmentarias para asignarlas con certeza a este grupo. La rareza de las anchoas en el registro fósil puede ser un artefacto de preservación; las anchoas fósiles solo son reconocibles como tales cuando están bien preservadas, pero las anchoas tienden a habitar ambientes marinos costeros altamente turbios donde la preservación como fósiles es mucho menos probable, mientras que los peces fósiles bien preservados tienden a encontrarse en depósitos formados en aguas más profundas.